# László Teleki
Pour les articles homonymes, voir Teleki.
Dans le nom hongrois Teleki László, le nom de famille précède le prénom, mais cet article utilise l’ordre habituel en français László Teleki, où le prénom précède le nom.
László Teleki ([ˈla:sloː], [ˈtɛlɛki]), né le 11 février 1811 et décédé par suicide le 7 mai 1861 à Pest, était un écrivain et homme politique hongrois, président de l'Ellenzéki Kör et membre de l'Académie hongroise des Sciences.

## Biographie
Il devient d'abord député à la diète de Transylvanie, puis en 1844 il est nommé vice-président de la Société nationale et, en 1848, député du "comitat" de Pech à la seconde Chambre de Hongrie. Libéral, il soutient le principe de la nationalité hongroise contre la domination de l'empire d'Autriche. Il a pris une part importante à la Révolution hongroise de 1848, notamment en étant envoyé à Paris pour obtenir du Gouvernement provisoire de la République française des secours efficaces, mais il échoue, la République française ayant décidé de n'intervenir ni en Hongrie, ni en Pologne, ni en Italie, brisant ainsi l'espoir qu'avait suscité la déclaration du 4 mars 1848 d'Alphonse de Lamartine, d'après laquelle la République viendrait au secours des nationalités opprimées. Après l'échec de la révolution hongroise, il est condamné à mort par contumace et demeure donc à Paris en tant qu'exilé politique jusqu'en 1860. Il y fréquente d'autres exilés politiques européens, comme l'italien Daniele Manin, notamment en se rendant aux réunions de l'Association démocratique des amis de la Constitution. À cette date il se rend à Dresde pour y voir une de ses sœurs, mais se fait livrer par les autorités saxonnes à la police autrichienne qui le fait arrêter. L'arrestation suscite une vive indignation dans toute l'Europe, ce qui contraint l'empereur François Joseph à le gracier. Profitant de cette libération, Teleki se fait réélire à la Diète où il devient rapidement un des chefs de file de l'extrême gauche du parti national hongrois. Le 8 mai 1861, alors qu'il devait soutenir une motion importante contre le programme de Deak, chef d'une fraction plus modérée du parti national, il est retrouvé mort à son domicile, le crâne transpercé par un coup de pistolet. L'enquête conclut à un suicide, mais une partie de l'opinion publique reste persuadée qu'il s'est agi d'un assassinat politique orchestré par le gouvernement. Les funérailles de Teleki, faites dans le plus grand éclat, deviennent une sorte de manifestation du parti national hongrois.
Il est membre de la famille Teleki.
Franz Liszt lui a dédié sa Rhapsodie hongroise nº 2.

## Œuvres
- Articles dans les journaux français le National, les Débats, l'Opinion publique, la Presse, l'Événement durant la période de l'exil
- Le Favori (1842), tragédie
- La Hongrie aux peuples civilisés (1849)
- De l'intervention russe (1849)